# Alejandra Salazar
Alejandra Salazar Bengoechea (* 31. Dezember 1985 in Madrid) ist eine spanische Padelspielerin. Sie ist eine der erfolgreichsten Padelspielerinnen und hat mit sieben Weltmeistertiteln und 52 Titeln auf der World Padel Tour einen Rekord aufgestellt.

## Sportliche Laufbahn
Salazar nahm ihren ersten Padelunterricht mit 8 Jahren. Sie spielte ebenfalls Basketball, bis sie mit 15 Jahren beschloss, sich ganz dem Padel zu widmen. Sie begann ihre erste Profisaison mit Icíar Montes, bevor sie von 2015 bis 2018 mit Marta Marrero und dann mit ihrer Rivalin Ariana Sánchez zusammenspielte. Von 2021 bis August 2023 dominierte sie im Duo mit Gemma Triay das Damen-Padel und gewann in etwas mehr als zwei Saisons 23 Turniere auf der World Padel Tour. Anschließend spielte sie ab September 2023 mit der Portugiesin Sofia Araújo. Sie wurde vier Mal die Nummer 1 der Welt: 2009 mit Carolina Navarro, 2016 mit Marta Marrero und 2021 und 2022 mit Gemma Triay. Seit mehr als einem Jahrzehnt belegte sie mit ihren verschiedenen Partnerinnen als Paar die Nummer 1 oder Nummer 2 der Weltrangliste. Aus diesem Grund wird sie oft als die beste Padelspielerin der Geschichte angesehen.
Ihre Karriere blieb jedoch nicht von Verletzungen verschont: Sie erlitt einen Kreuzbandriss in beiden Knien, eine Myokarditis und eine Ellenbogenverletzung im Jahr 2023, die sie zu einer Operation zwang und sie einige Monate lang vom Spielfeld fernhielt.
2024 bestätigte sie ihren Status als Padel-Legende, indem sie ihren siebten Weltmeistertitel gewann, nachdem sie bereits 2004, also zwanzig Jahre zuvor, zum ersten Mal an der Padel Tour teilgenommen hatte. 2025 spielte sie zunächst mit Verónica Virseda und seit dem P1 Turnier in Málaga mit Martina Calvo.

## Weltmeisterin im Padel
Mit sieben Weltmeistertiteln ist Alejandra Salazar die erfolgreichste Padelspielerin, vor Fernando Belasteguín, der sechs dieser Titel gewann.
| Nr. | Jahr | Turnier  | Gegner      | Ergebnis |
| --- | ---- | -------- | ----------- | -------- |
| 1.  | 2010 | Cancún   | Argentinien | 2:1      |
| 2.  | 2014 | Palma    | Argentinien | 3:0      |
| 3.  | 2016 | Cascais  | Argentinien | 3:0      |
| 4.  | 2018 | Asunción | Argentinien | 2:0      |
| 5.  | 2021 | Doha     | Argentinien | 3:0      |
| 6.  | 2022 | Dubai    | Argentinien | 2:0      |
| 7.  | 2024 | Doha     | Argentinien | 2:0      |

## Siege bei der World Padel Tour
Alejandra Salazar errang von 2013 bis 2023 52 Siege bei der World Padel Tour, 16 Titel mehr als Gemma Triay.